# جون أكروبولس
ولد جون أكروبولس (بالإنجليزية: John Acropolis)‏ في 1909 — 26 أغسطس 1952)، زعيم حزب العمل الأمريكية. كان رئيسا للالمحلية 456 من جماعة الاخوان المسلمين الدولية للسائقو الشاحنات في ستشستر في نيويورك في الفترة من 1946 حتى وفاته. وكان الأكروبوليس الأيتام في سن الثلاثة والتي أثيرت في مجموعة من المؤسسات الخيرية. حضر كولجايت جامعة حيث لعب على فريق كرة السلة.